# Cesare Marullo
Cesare Marullo (falecido a 12 de novembro de 1588) foi um prelado católico romano que serviu como arcebispo de Palermo (1577–1588) e bispo de Agrigento (1574–1577).

## Biografia
No dia 14 de julho de 1574, Cesare Marullo foi nomeado pelo Papa Gregório XIII como Bispo de Agrigento. A 11 de setembro de 1577, foi nomeado pelo Papa Gregório XIII como Arcebispo de Palermo. Serviu como arcebispo de Palermo até à sua morte no dia 12 de novembro de 1588.
Enquanto bispo, foi o consagrador principal de Diego Haëdo, bispo de Agrigento (1585).